# Lázaro Cárdenas del Río

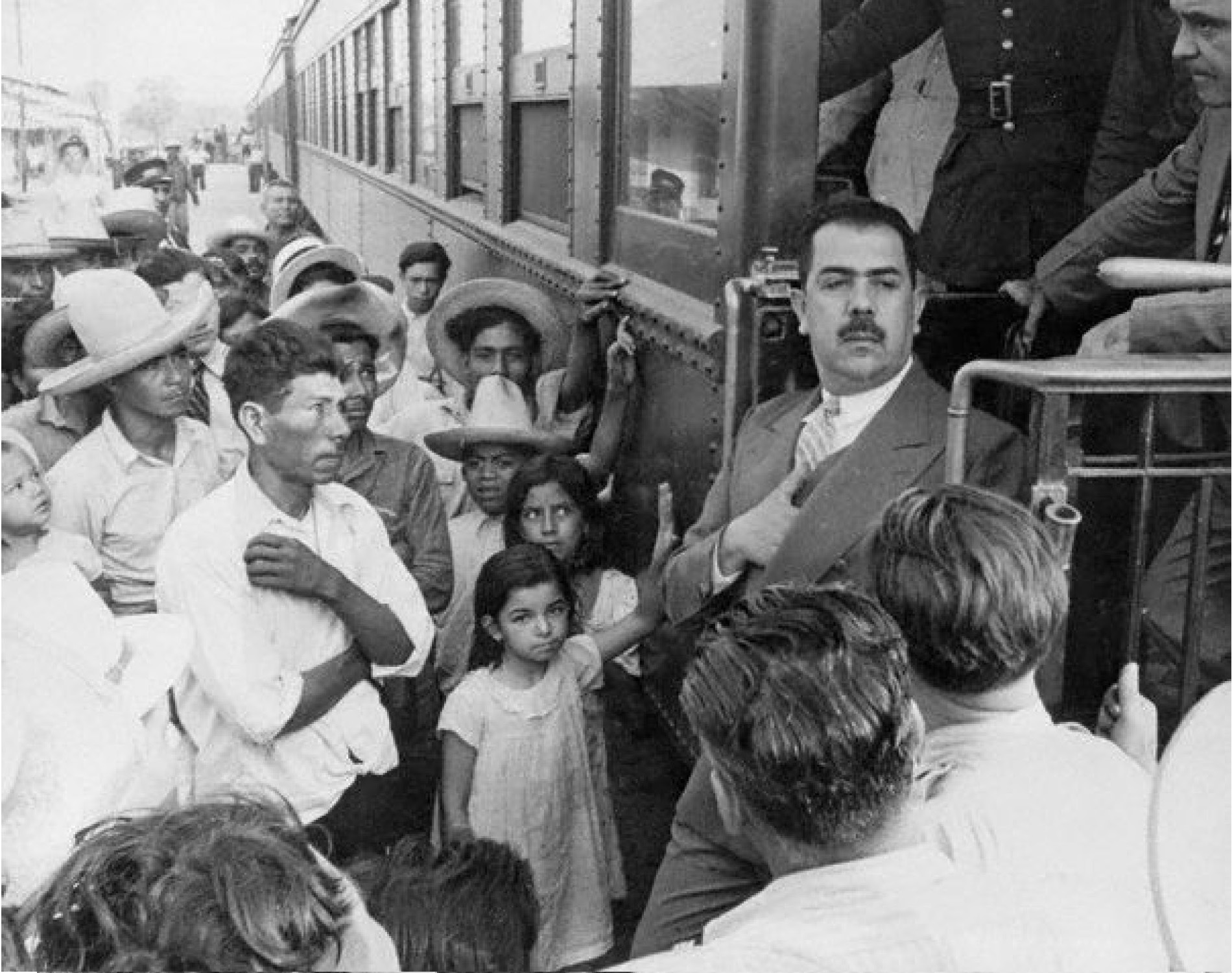
Lázaro Cárdenas del Río, prezydent Meksyku w latach 1934-1940.

Lázaro Cárdenas del Río (ur. 21 maja 1895 w Jiquilpan, Michoacán, zm. 19 października 1970 w Meksyku) – meksykański polityk i prezydent tego kraju w latach 1934-1940.

## Życiorys
Urodził się w rodzinie chłopskiej, zaliczanej do niższej klasy średniej. Jego przodkowie mieli w większości indiańskie korzenie. W wieku 16 lat przeżył śmierć ojca, od tego czasu objął opiekę nad siedmiorgiem rodzeństwa. Po ukończeniu szkoły pracował jako poborca podatkowy. W czasie rewolucji meksykańskiej, gdy Victoriano Huerta obalił Francisco Maderę, Cárdenas  przystąpił do armii rewolucyjnej pod dowództwem generała Guillermo García Aragonii. W przeciągu roku awansował do rangi kapitana. W trakcie podziału ruchu rewolucyjnego na frakcje, poparł Venustiano Carranzę. Siły Carranzy triumfowały w 1920 roku, dzięki czemu jeszcze w tym samym roku zyskał stopień generała. Karierę wojskową prowadził do 1929 roku. W międzyczasie zajął się polityką. W 1928 roku został gubernatorem rodzinnego stanu Michoacán. Rok później wybrany został przewodniczącym rządzącej Partii Narodowo-Rewolucyjnej. W 1931 roku na okres sześciu tygodni objął ster ministerstwa spraw wewnętrznych, w 1933 z kolei przez pięć miesięcy sprawował funkcję ministra wojny i spraw morskich.
W 1934 roku został kandydatem Partii Narodowo-Rewolucyjnej na prezydenta. Przed wyborami prowadził intensywną kampanię która przyczyniła się do zdobycia przez niego szerokiego poparcia pośród lokalnych liderów i zwykłych obywateli. W trakcie kampanii zapowiedział sześcioletni plan reform społeczno-gospodarczych. Po wyborczym zwycięstwie i objęciu władzy, musiał mierzyć się z byłym prezydentem Plutarco Elías Callesem który zachował ogromne wpływy w armii i administracji cywilnej. W ciągu pierwszego roku urzędowania Cárdenas skupił się na likwidacji wpływów Callesa i jego stronników, aż w końcu w 1936 roku pozbył się poprzednika - Calles został aresztowany, a następnie wygnany do Stanów Zjednoczonych.
Jako prezydent Cárdenas wiele podróżował po kraju i rozmawiał z prostymi ludźmi (co było nowością), żył skromnie, dbał o rozszerzanie zakresu świadczeń społecznych oraz zwalczał korupcję. 
W trakcie swoich rządów przeprowadził szereg reform (np. prawa dla kobiet) inspirowanych poglądami socjalistycznymi. W ramach pilotowanej przez niego reformy rolnej 750 000 chłopów otrzymało 18 milionów hektarów ziemi oraz założone spółdzielnie rolnicze ejidos. Prezydentowi nie udało się co prawda włączyć do programu wywłaszczenia najbogatszych plantatorów, ziemie otrzymała jednak prawie jedna trzecia obywateli Meksyku. Chłopi którzy skorzystali z rolnej zrzeszeni zostali w „Confederación Nacional de Campesinos” (Narodowa Federacja Rolników). W 1936 roku założył związek zawodowy „Confederación de Trabajadores Mexicanos” (Konfederacja Robotników Meksykańskich) na czele którego stanął działacz marksistowski Vincent Lombard Toledan. Związek ten stał się największym spośród działających w Meksyku. 
Jednym z zadań prezydentury Cárdenasa było rozwiązanie problemu eksploatacji meksykańskich złóż ropy naftowej. Ogromne zasoby ropy znajdujące się w okolicach miasta Tampico w stanie Tamaulipas były eksploatowane przez amerykańskie koncerny naftowe i zaspokajały 20% zapotrzebowania USA na ten surowiec. Kiedy negocjacje w sprawie podniesienia płac pracownikom z tzw. „Meksykańskim Orłem” skupiającym największe koncerny w Meksyku (m.in. Shell, Standard Oil of New Jersey) nie przyniosły rezultatu, 18 marca 1938 roku prezydent Cárdenas podjął decyzję o nacjonalizacji wszystkich złóż ropy naftowej, które następnie oddał pod zarząd kierownictwa federacji związków zawodowych. Bezpośrednim impulsem nacjonalizacji był strajk Konfederacji Robotników Meksykańskich zapoczątkowany w 1936 roku. Choć za wywłaszczone mienie przewidziano rekompensaty, decyzja Cárdenasa wywołała sprzeciw rządów USA i Wielkiej Brytanii. Negatywna postawa mocarstw wobec Meksyku zmieniła się wraz z wybuchem II wojny światowej, gdy zapotrzebowanie aliantów na ropę wzrosło. Rok wcześniej jego rząd znacjonalizował tory kolejowe.
W 1938 roku zreorganizował partię rządzącą. Konwencja partyjna przemianowała ją na Partię Rewolucji Meksykańskiej i zreformowała jej struktury. Podzielił on partię na cztery sektory: robotniczy, chłopski, „ludowy” i „wojskowy”. Podstawę sektora robotniczego i chłopskiego stanowiły utworzone przez Cárdenasa związki zawodowe, sektor „ludowy” zrzeszał natomiast na klasę średnią. Ostatni z sektorów, „wojskowy”, skupiał armię i został zlikwidowany przez kolejne administracje.
W trakcie hiszpańskiej wojny domowej popierał republikanów a po ich porażce w konflikcie, przyjął uchodźców republikańskich w liczbie od 20 do 40 tysięcy osób. Z zaproponowanego przez Cárdenasa azylu politycznego w 1936 roku skorzystał Lew Trocki.
W wyborach prezydenckich w 1940 roku poparł generała Manuela Ávila Camacho a po jego sukcesie czasowo wycofał się z życia publicznego. Do polityki powrócił po włączeniu się Meksyku do II wojny światowej w 1942 roku. W 1943 objął stanowisko ministra obrony, które piastował do 1945, w ostatnim roku ministerialnej kadencji został naczelnym dowódcą armii meksykańskiej. Ponownie wycofał się z polityki pod koniec 1945 roku. W kolejnych latach nie pełnił żadnych funkcji politycznych. Przez lata pozostawał symbolem meksykańskiej lewicy i głównym przeciwnikiem amerykańskich wpływów ekonomicznych i politycznych w Meksyku. W 1959 roku z sympatią przyjął rewolucję kubańską. W kolejnych latach od odejścia z życia publicznego, wspierał opozycyjne organizacje polityczne. Na początku lat 60. poparł koalicję lewicowych partii politycznych, Narodowy Ruch Wyzwolenia.
22 listopada 1950 w Warszawie na II Kongresie Obrońców Pokoju został wybrany w skład Światowej Rady Pokoju, jako wiceprzewodniczący.
Lázaro Cárdenas zmarł w mieście Meksyk 19 października 1970 roku w wieku 75 lat. Jego syn Cuauhtémoc Cárdenas Solórzano również jest politykiem.

## Upamiętnienie
W 1988 roku Bank Meksyku z okazji 50. rocznicy nacjonalizacja przemysłu naftowego wyemitował dwie monety kolekcjonerskie z jego wizerunkiem: srebrną o nominale 100 peso oraz złotą o nominale 1000 peso.